# Richtweg
Richtweg – stacja metra hamburskiego na linii U1. Stacja została otwarta 17 maja 1953. 
Została otwarta w 1953 jako przystanek Alsternordbahn (ANB) od Ulzburg Süd do Ochsenzoll z peronem wyspowym. W latach 1994 i 1996 ta część ANB została przebudowana dla systemu metra.

## Położenie
Stacja posiada 2 perony krawędziowe z przejściem nadziemnym na północy i wyjściami po obu jego stronach.